# DJ NANA
DJ NANA（ディージェイ・ナナ）は、日本のクラブDJ。出身地は福岡。名古屋でDJ活動を始める。自身主催のイベントを名古屋で開催。所属事務所はAQUA PRODUCTIONである。

## 略歴
MCやDJパフォーマンスを武器に活動を始める。2016年3月には名古屋の大ホールDiamondHallで初の主催イベント『Emotional Music Carnival 2016 (EMC2016)』を開催。2016年に『#ナナパ』をリリース。2017年3月にはユニバーサルからメジャーデビュー、「DEPARTURES mixed by DJ NANA」をリリース。サマーソニック2017にも出場を果たし、2018年には自身初のベストアルバムNANA BEST -BIG PAAARTYY Megamix- mixed by DJ NANAをリリース。自身初の全オリジナル楽曲を発売した。

## ディスコグラフィ

### アルバム
- 2016年3月18日 || NANA PARTY!! -Club Hits Megamix- ナナパ
- 2017年2月8日 || BEST DRIVE DELUXE -Liberty Walk Megamix- mixed by DJ NANA
- 2017年3月29日 || DEPARTURES mixed by DJ NANA
- 2017年6月21日 || Celebration Party mixed by DJ NANA
- 2017年10月6日 || SPEED DELUXE -Liberty Walk Megamix- mixed by DJ NANA
- 2018年5月9日 || NANA BEST -BIG PAAARTYY Megamix- mixed by DJ NANA